# Gádor (Szerbia)
Gádor vagy Gákova (szerbül Гаково / Gakovo, németül Gakowa vagy Gaumarkt) falu Szerbiában, a Vajdaság Nyugat-bácskai körzetében.

## Fekvése
A község Zombor északi szomszédságában fekszik, 87-92 méter közötti tengerszint feletti magasságon, alig pár kilométerre a magyar-szerb államhatártól. 1971-ben a községhez csatolták a kihalófélben levő Bácskörtés települést is. A település teljes területe 4622 hektár.

## Története

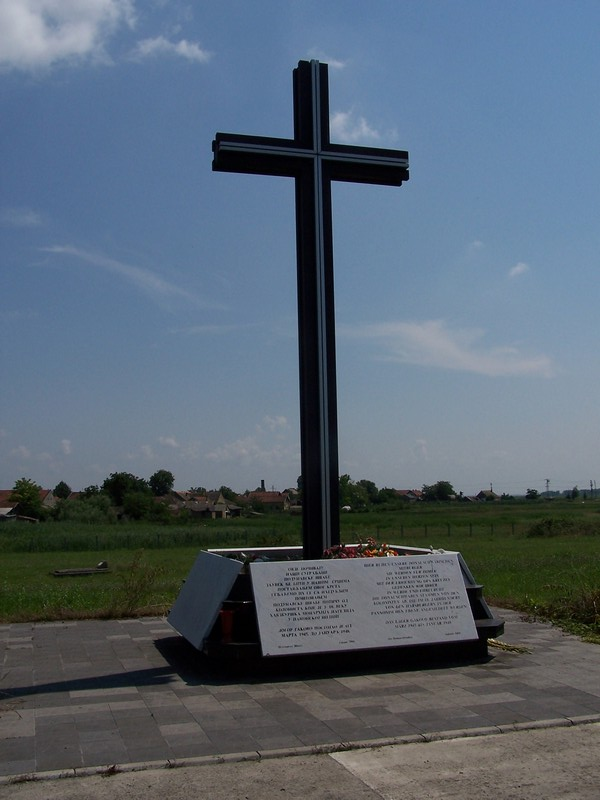
Emlékmű a kommunista koncentrációs tábor helyén

Gádor helyén a mohácsi vész előtt Kakot falu állt. A község neve először 1658-ban tűnik fel, mikor is Szalatnyai György és társai nádori adományként megkapják a Gákova pusztai birtokot.
Egy 1719-es összeírásban már Gakov néven írják nevét, majd az 1727-es összeíráskor Kákova pusztaként jelenik meg, Zombor mellett.
1722. június 26-án kapott urbáriumot. 1740. körül már faluként szerepel, melyet a zombori milícia használt. 1764-ben római katolikus német családok telepednek itt le, 1767-ben lakóinak száma már 786 fő volt.
Ipara a 18. század végén kezdett kialakulni. 1829-ben kovácsok, szabók, kerékgyártók, asztalosok, csizmadia telepednek itt le, s kapnak céhszabadalmat.
A szerb partizánok 1944 őszén a községet koncentrációs táborrá alakították, 1945 nyarán 21 000, 1946 tavaszán 27 000 embert, főleg dunai svábokat zsúfoltak össze minden élelem nélkül, amíg éhen nem haltak vagy más kegyetlenség áldozatai nem lettek.

## Népesség

### Demográfiai változások
| 1948 | 1953 | 1961 | 1971 | 1981 | 1991 | 2002 | 2011 |
| ---- | ---- | ---- | ---- | ---- | ---- | ---- | ---- |
| 62   | 1477 | 2022 | 2014 | 2122 | 2073 | 2201 | 1811 |

## Nevezetességek
- Római katolikus kápolnája búcsújáró hely

## Ismert személyek
- Itt született 1884-ben Timár Kálmán kalocsai katolikus tanítóképző-intézeti tanár, egyetemi magántanár, a Szent István Akadémia tagja.
- Itt született 1885. december 27-én Klein Antal magyarországi német földbirtokos, főispán, országgyűlési képviselő († 1979)